# Sławomir Wyczański
Sławomir Wyczański ps. Mur (ur. 1922, zm. 4 kwietnia 2011) – polski cukiernik, autor podręczników specjalistycznych związanych z cukiernictwem.

## Życiorys
Był uczestnikiem powstania warszawskiego jako żołnierz AK w szeregach batalionu „Kiliński” w stopniu podporucznika. Był także dowódcą 168 plutonu. Za udział w zdobycia budynku PAST-y został odznaczony Krzyżem Walecznych.
Po wojnie pełnił funkcję głównego technologa zakładów cukierniczych E. Wedel (wówczas zakłady 22 Lipca d. E. Wedel). Był współzałożycielem i pierwszym Przewodniczącym KZ NSZZ „Solidarność” w Wedlu, funkcję sprawował do momentu wprowadzenia stanu wojennego. Był również wykładowcą w szkole przyzakładowej.
Jest twórcą m.in. wielokrotnie wznawianych podręczników: Surowce i materiały pomocnicze w cukiernictwie, Cukiernictwo: podręcznik technologii i Technologia cukiernictwa, na podstawie których wykształciło się wiele pokoleń cukierników. 
Pochowany na cmentarzu Bródnowskim w Warszawie.